# RX J1532.9+3021
RX J1532.9+3021 è un ammasso di galassie massiccio situato nella costellazione della Corona Boreale alla distanza di circa 3,9 miliardi di anni luce dalla Terra. La sua massa complessiva è stimata in circa mille trilioni di masse solari.
La galassia ellittica gigante (PGC 1900245), dominante l'ammasso, ospita al centro uno dei più potenti e più grandi buchi neri supermassicci conosciuti con una massa pari a dieci miliardi di masse solari.
Dal buco nero dipartono due getti che hanno formato nel gas caldo circostante, allontanandolo, due enormi cavità, ognuna delle dimensioni di circa 100.000 anni luce, che impediscono di fatto la formazione di nuove stelle. Lo studio è stato effettuato con l'ausilio del telescopio spaziale Chandra.

## Galleria d'immagini

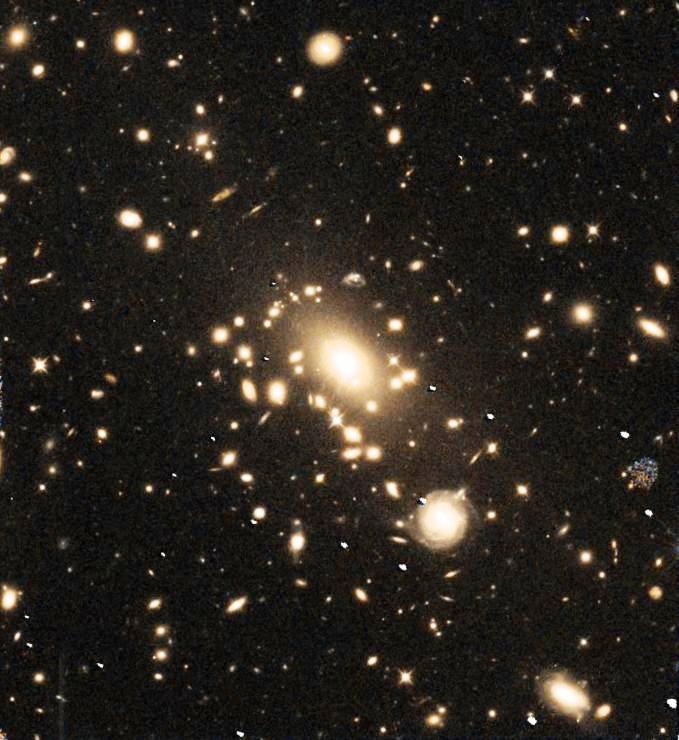
RX J1532.9+3021 (Telescopio spaziale Hubble)
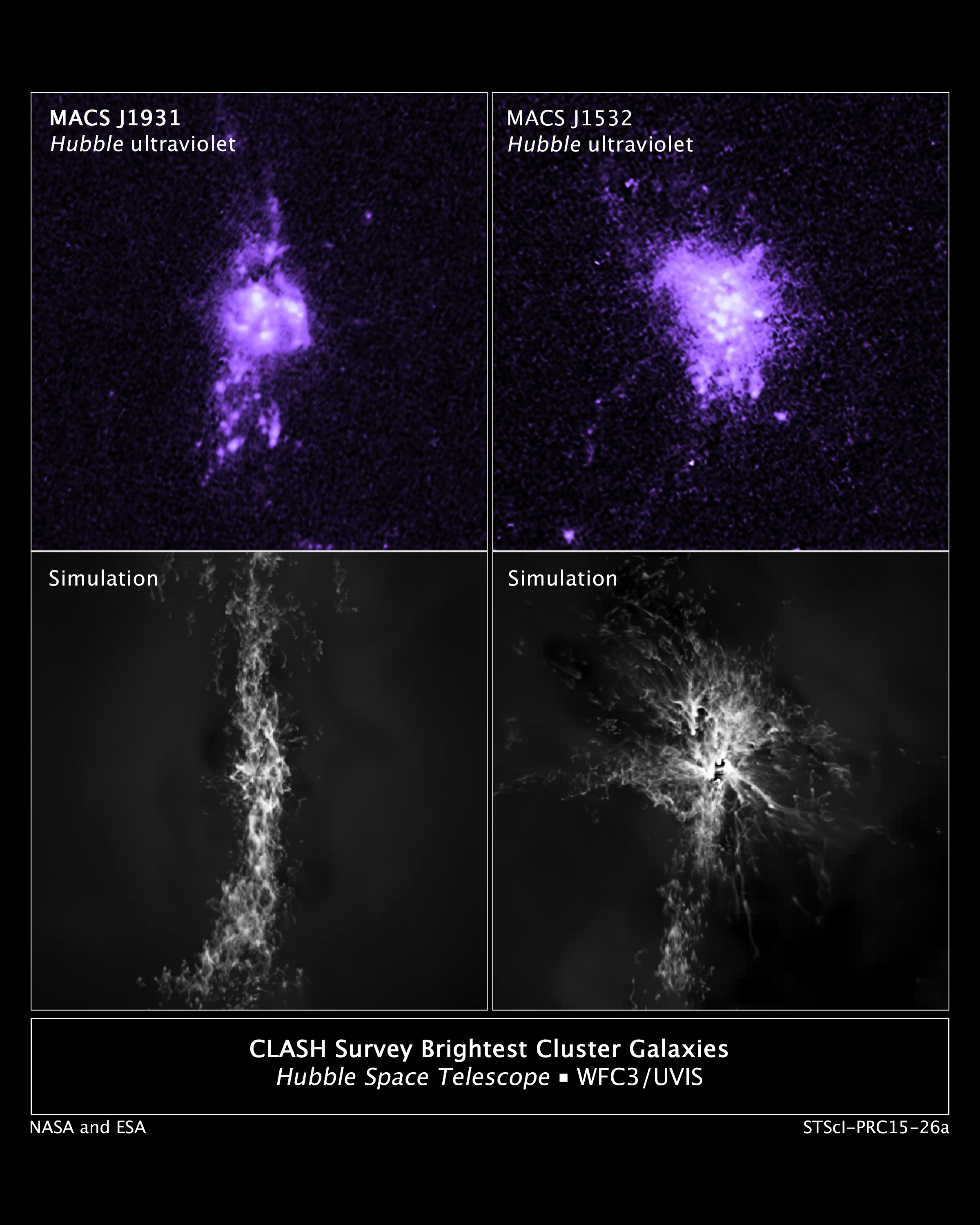
Gli ammassi di galassie MACS J1532.9+3021 (a destra) e MACS J1931.8-2635. I jets ad alta energia sprigionati dal buco nero supermassiccio condizionano l'attività di formazione stellare.